# Lafayette (Louisiana)
Lafayette ist eine Stadt (mit dem Status „City“) und Verwaltungssitz des Lafayette Parish im US-amerikanischen Bundesstaat Louisiana. Das U.S. Census Bureau hat bei der Volkszählung 2020 eine Einwohnerzahl von 121.374 ermittelt.
Lafayette hat heute eine starke touristische Industrie, vor allem wegen der Kultur der hier ansässigen Cajun. Ebenso befindet sich hier die University of Louisiana at Lafayette.

## Geografie
Lafayette liegt im Süden Louisianas beiderseits des Vermilion River, etwa 70 km nördlich von dessen Mündung in den Golf von Mexiko. Die Grenze zu Texas befindet sich rund 170 km westlich. Die geografischen Koordinaten von Lafayette sind 30°13′01″ nördlicher Breite und 92°01′35″ westlicher Länge. Das Stadtgebiet erstreckt sich über eine Fläche von 123,5 km².
Benachbarte Orte von Lafayette sind Carencro (an der nördlichen Stadtgrenze), Breaux Bridge (14,7 km nordöstlich), Parks (24 km östlich), Broussard (an der südöstlichen Stadtgrenze), Youngsville (an der südsüdöstlichen Stadtgrenze), Maurice (17,4 km südwestlich), Judice (an der westlichen Stadtgrenze) und Scott (an der westnordwestlichen Stadtgrenze).
Die nächstgelegenen Großstädte sind Louisianas Hauptstadt Baton Rouge (96,4 km ostnordöstlich), Louisianas größte Stadt New Orleans (218 km östlich), Beaumont in Texas (215 km westlich), Texas’ größte Stadt Houston (349 km in der gleichen Richtung), Shreveport (342 km nordnordwestlich) und Mississippis Hauptstadt Jackson (368 km nordöstlich).

## Verkehr

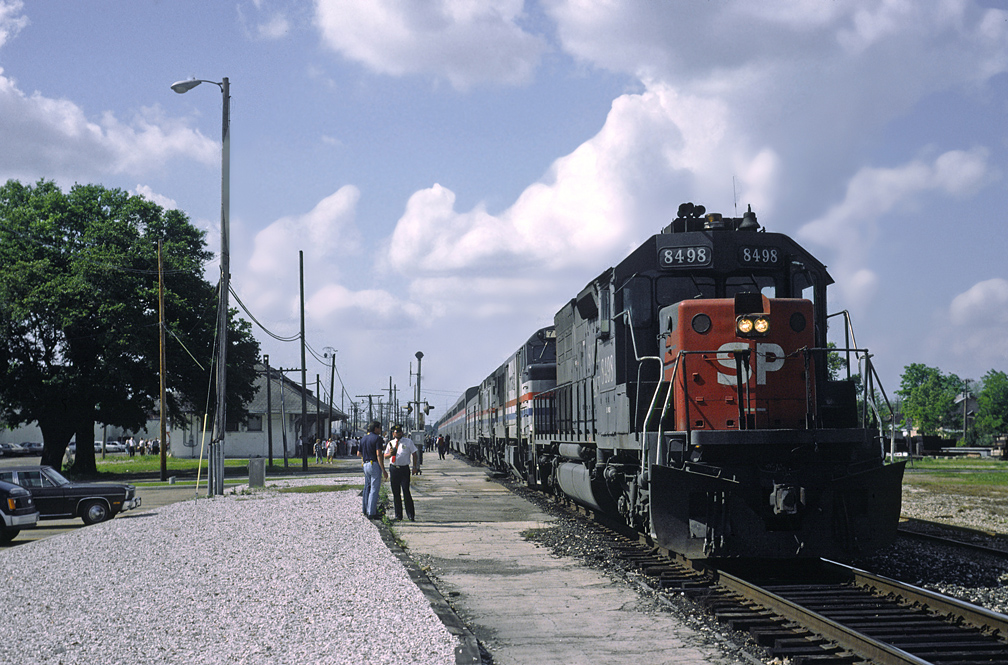
Der Sunset Limited beim Zwischenhalt in Lafayette

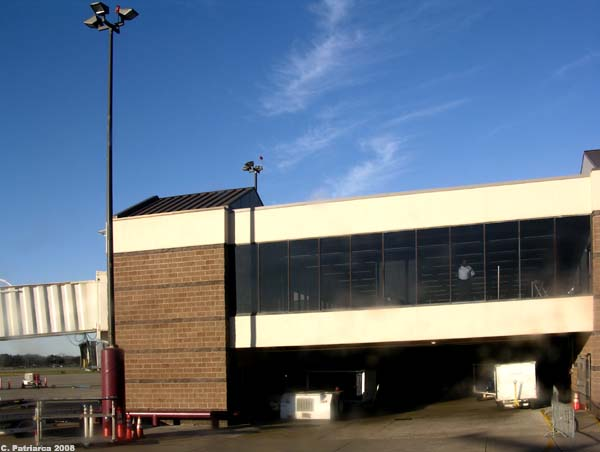
Hauptterminal des Lafayette Regional Airport

Die Interstate 10 verläuft durch die nördlichen Stadtviertel von Lafayette. Im Zentrum der Stadt treffen die U.S. Highways 90 und 167 sowie die Louisiana Highways 89, 93, 94, 98, 182 und 339 zusammen. Alle weiteren Straßen sind untergeordnete Landstraßen, teils unbefestigte Fahrwege sowie innerstädtische Verbindungsstraßen.
In West-Ost-Richtung verläuft eine Eisenbahnstrecke der BNSF Railway durch Lafayette. Die Strecke wird auch vom Sunset Limited genutzt, einem von Los Angeles nach New Orleans verkehrenden Schnellzug von Amtrak, der in Lafayette einen Zwischenhalt einlegt.

Mit dem Lafayette Regional Airport  befindet sich an der östlichen Stadtgrenze der nach Passagierzahlen viertgrößte Flughafen des Staates Louisiana. Der nächstgelegene internationale Großflughafen ist der George Bush Intercontinental Airport in Houston (365 km westlich).

## Geschichte
Die Stadt wurde 1821 von Jean Mouton als Vermilionville gegründet. Die Wirtschaft der Stadt war vor allem von der Landwirtschaft geprägt. 1884 wurde die Stadt nach Marie-Joseph Motier, Marquis de La Fayette, dem französischen Offizier und Helden im Amerikanischen Unabhängigkeitskrieg, in Lafayette umbenannt.

### Hurrikan Lili
Am 3. Oktober 2002 wurde Lafayette von dem Hurrikan Lili getroffen, der Kategorie 2 auf der Saffir-Simpson-Hurrikan-Windskala erreicht. Der Hurrikan verursachte Stromausfälle in der Stadt, viele Schaufenster in der Innenstadt wurden zerstört, aber auch viele Wohngebäude.

### Amoklauf 2015
2015 fand in Lafayette ein Amoklauf statt, der mehrere Menschen das Leben kostete. Der Täter handelte mutmaßlich aus rassistischen Gründen.

## Bevölkerung
Nach der Volkszählung im Jahr 2010 lebten in Lafayette 120.623 Menschen in 49.444 Haushalten. Die Bevölkerungsdichte betrug 978,3 Einwohner pro Quadratkilometer. In den 49.444 Haushalten lebten statistisch je 2,35 Personen.
Ethnisch betrachtet setzte sich die Bevölkerung zusammen aus 63,8 Prozent Weißen, 31,1 Prozent Afroamerikanern, 0,3 Prozent amerikanischen Ureinwohnern, 1,8 Prozent Asiaten sowie 1,3 Prozent aus anderen ethnischen Gruppen; 1,7 Prozent stammten von zwei oder mehr Ethnien ab. Unabhängig von der ethnischen Zugehörigkeit waren 3,8 Prozent der Bevölkerung spanischer oder lateinamerikanischer Abstammung.
21,8 Prozent der Bevölkerung waren unter 18 Jahre alt, 66,5 Prozent waren zwischen 18 und 64 und 11,7 Prozent waren 65 Jahre oder älter. 51,4 Prozent der Bevölkerung war weiblich.

Das mittlere jährliche Einkommen eines Haushalts lag bei 44.688 USD. Das Pro-Kopf-Einkommen betrug 28.030 USD. 18,7 Prozent der Einwohner lebten unterhalb der Armutsgrenze.

## Persönlichkeiten

### Söhne und Töchter der Stadt
- Ella Moss Duval (1843–1911), Porträt- und Genremalerin
- Janet Russell Perkins (1853–1933), Botanikerin und Forschungsreisende
- Jefferson Caffery (1886–1974), Botschafter für die Vereinigten Staaten
- James Domengeaux (1907–1988), Politiker
- Hector Duhon (1915–2000), Fiddlespieler und Cajun-Musiker
- Bobby Parker (1937–2013), Gitarrist
- Jimmy Hayes (* 1946), Politiker und Vertreter von Louisiana im US-Repräsentantenhaus
- Buckwheat Zydeco (1947–2016), Zydeco-Akkordeonist
- Glen John Provost (* 1949), Bischof von Lake Charles
- Ron Guidry (* 1950), Baseballspieler
- Louis Kihneman (* 1952), Bischof von Biloxi
- Dan Reeder (* 1954), Maler und Musiker
- Kevin Figaro (* 1959), Basketballspieler
- Eric Griffin (1967–2023), Boxer, Doppelweltmeister im Halbfliegengewicht
- Kim Perrot (1967–1999), Basketballspielerin
- David Benoit (* 1968), Basketballspieler
- Angela Kinsey (* 1971), Schauspielerin
- Clifford Etienne (* 1972), Schwergewichtsboxer
- Michelle Demko (* 1973), Fußballspielerin
- Valarie Rae Miller (* 1974), Schauspielerin
- Kevin Faulk (* 1976), Footballspieler
- Chanda Rubin (* 1976), Tennisspielerin
- Walter Davis (* 1979), Leichtathlet, Weltmeister im Dreisprung
- Danneel Ackles (* 1979), Schauspielerin
- Daniel Cormier (* 1979), Mixed-Martial-Arts-Kämpfer
- Nnamdi Asomugha (* 1981), American-Football-Spieler, Philanthrop, Filmschauspieler und Filmproduzent
- Kearran Giovanni (* 1981), Schauspielerin
- Kevin Eyster (* 1989), Pokerspieler
- Dustin Poirier (* 1989), Mixed-Martial-Arts-Kämpfer
- Armand Duplantis (* 1999), Leichtathlet, Weltrekordhalter im Stabhochsprung
- Addison Rae (* 2000), Influencerin, Tänzerin, Schauspielerin und Sängerin
- Cade Neilson (* 2001), kanadisch-britischer Eishockeyspieler

### Mit der Stadt verbunden
- Sonny Landreth (* 1951), Gitarrist und Blues-Musiker, wuchs hier auf